# Geranium dalmaticum
Geranium dalmaticum es una especie resistente herbácea y perennifolia perteneciente ala familia Geraniaceae. Es nativa de Dalmacia. 

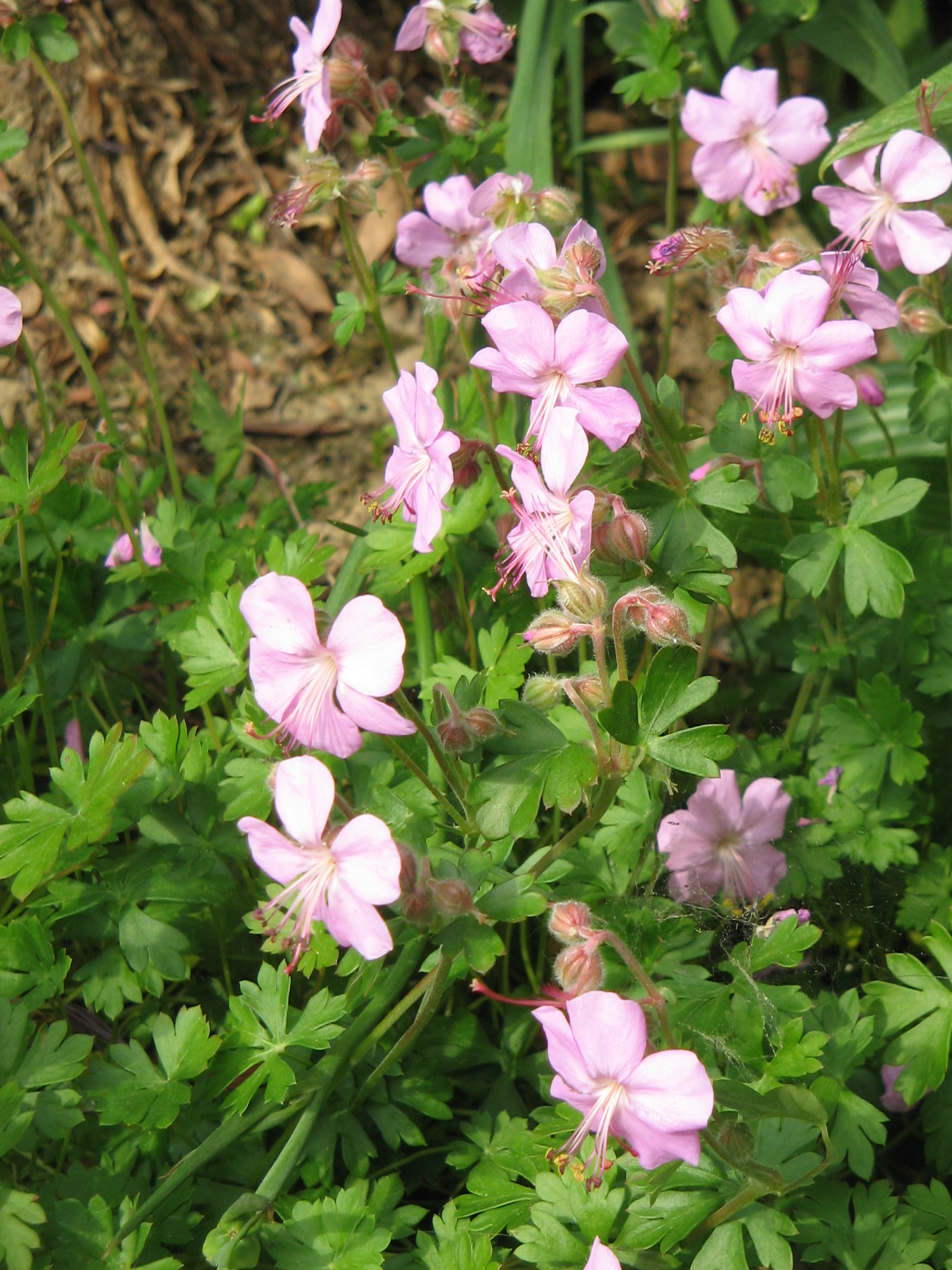
Vista de la planta

## Descripción
Se cultiva como una planta de jardín en las regiones templadas regiones por sus flores de color malva suave. Las hojas verdes brillantes palmeado lobuladas son tintados de color rojo en el otoño.
Ha ganado la Medalla Garden Merit de la Royal Horticultural Society.

## Taxonomía
Geranium dalmaticum fue descrita por (Beck) Rech.f. y publicado en Magyar Bot. Lapok 1934, xxxiii. 28.
Etimología
Geranium: nombre genérico que deriva del griego: geranion, que significa "grulla", aludiendo a la apariencia del fruto, que recuerda al pico de esta ave.
dalmaticum: epíteto geográfico que alude a localización en Dalmacia.
Sinonimia
- Geranium macrorrhizum var. dalmaticum Beck
- Geranium macrorrhizum var. microrhizon Freyn
- Geranium microrhizon (Freyn) A.W.Hill & E.Salisb.	[8]